# Políptico Albani Torlonia
O Políptico Albani Torlonia é uma pintura do pintor renascentista italiano Pietro Perugino, executada em 1491 e alojada na Coleção Torlonia, Roma. Foi encomendado pelo cardeal Giuliano della Rovere, futuro Papa Júlio II.

## Descrição
O políptico inclui dois níveis: o inferior tem no centro um presépio e, nas laterais, dois painéis arqueados representando São Miguel Arcanjo, São João Batista, São Jerônimo e São Jorge, compartilhando o mesmo fundo. A superior como, no centro, uma luneta com uma crucificação, ladeada por dois pequenos painéis, com o Anjo da Anunciação e a Anunciação da Virgem Maria, fixados num pórtico duplo.
A cena principal, a da Natividade de Jesus, talvez seja inspirada na pintada por Perugino na Capela Sistina, que agora se perde. O Menino Jesus está alojado no vestido da Virgem Maria, deitado sobre uma almofada vermelha; Maria e São José o adoram, ladeados por dois anjos ajoelhados e, atrás, o boi e o burro. A cena se passa dentro de um pórtico em perspectiva, enquanto o fundo inclui uma série de colinas.